# Thames Ironworks and Shipbuilding Company
Thames Ironworks and Shipbuilding Company, Limited est un chantier naval et une aciérie britanniques, situés à la confluence de Bow Creek (en) et de la Tamise, entre Leamouth (en) à l'ouest et Canning Town à l'est. L'entreprise, fondée en 1837 et disparue en 1912, prospère notamment dans le milieu de la construction navale, mais aussi dans l'ingénierie civile, de marine, les grues voire les voitures. Elle produit ainsi l'acier nécessaire à la construction du Royal Albert Bridge construit par Isambard Kingdom Brunel, et construit le premier cuirassé à coque en fer au monde, le HMS Warrior.

## Histoire
Elle obtient quatre records du monde de vitesse automobile en 1907 grâce à Clifford Earl sur le nouveau circuit de Brooklands, avec une Thames à moteur de 60HP spécialement fabriqué à Greenwich (50 miles, 150 miles, l'heure, et les 2 heures).

## Navires construits
Liste non exhaustive de navires construits pour la Royal Navy :
- HMS Warrior (1860)
- HMS Minotaur (1863)
- HMS Valiant (1863)
- HMS Magdala (1870)
- HMS Superb (1875)
- HMS Linnet (1880)
- HMS Benbow (1885)
- HMS Sans Pareil (1887)
- HMS Blenheim (1890)
- HMS Grafton (1892)
- HMS Theseus (1892)
- HMS Albion (1898)
- HMS Cornwallis (1901)
- HMS Duncan (1901)
- HMS Black Prince (1904)
- HMS Nautilus (1910)
- HMS Thunderer (1911)